# 尊壽德
尊壽德（越南语：／；？—1840年），越南阮朝官員。

## 生平
尊壽德是嘉定省新平府平陽縣和美村（今屬胡志明市）人，將領尊壽榮次子。明命二年（1821年），參加嘉定場鄉試，考中鄉貢。早年履歷不詳，明命十七年（1836年）二月，由南定按察使升署河內布政使。次年（1837年）四月，實授河內布政使。明命二十年（1839年）三月，升署順慶巡撫。次年（1840年），尊壽德在任上去世。

## 子女
- 子尊壽祥，尊寿德次子，出仕法屬交趾支那，仕至督撫使，1863年時陪同潘清簡出訪法國和西班牙